# Haabneeme
Haabneeme (Habinem en allemand) est un bourg (alevik) estonien de la commune de Viimsi au nord du pays, sur la côte du golfe de Finlande, à environ 9 kilomètres au nord-est de Tallinn. Il appartient à la région d'Harju. Avec une population de 4 977 habitants (1er janvier 2011), il est de loin le bourg le plus peuplé de la commune.

## Histoire
Haabneeme est mentionné pour la première fois en 1271 sous le nom de Apones. Au Moyen Âge, le bourg est géré par les Suédois d'Estonie. Le quartier central se développe fortement durant les années 1960-1980, avec notamment le Centre de pêche Kirov, Kolkhoze de pêcheurs nommé d'après le révolutionnaire bolchevik Sergueï Kirov. Un nouveau bâtiment administratif est construit en 1973, un centre commercial en 1976 et un hôpital en 1979.
On peut également citer la construction à Haabneeme de nombreux appartements (1974), d'un stade (1978), d'une crèche (1983) et d'un lycée (1981-1985), refait vers la fin des années 2000. 
Ces dernières années ont vu l'érection de nouveaux bâtiments, comme un hôtel-spa, une crèche ou un supermarché.

## Transports
Haabneeme est relié en environ 25 minutes au centre de Tallinn par les bus de la Tallinna Autobussikoondis (route 1A, Viru keskus – Viimsi haigla).

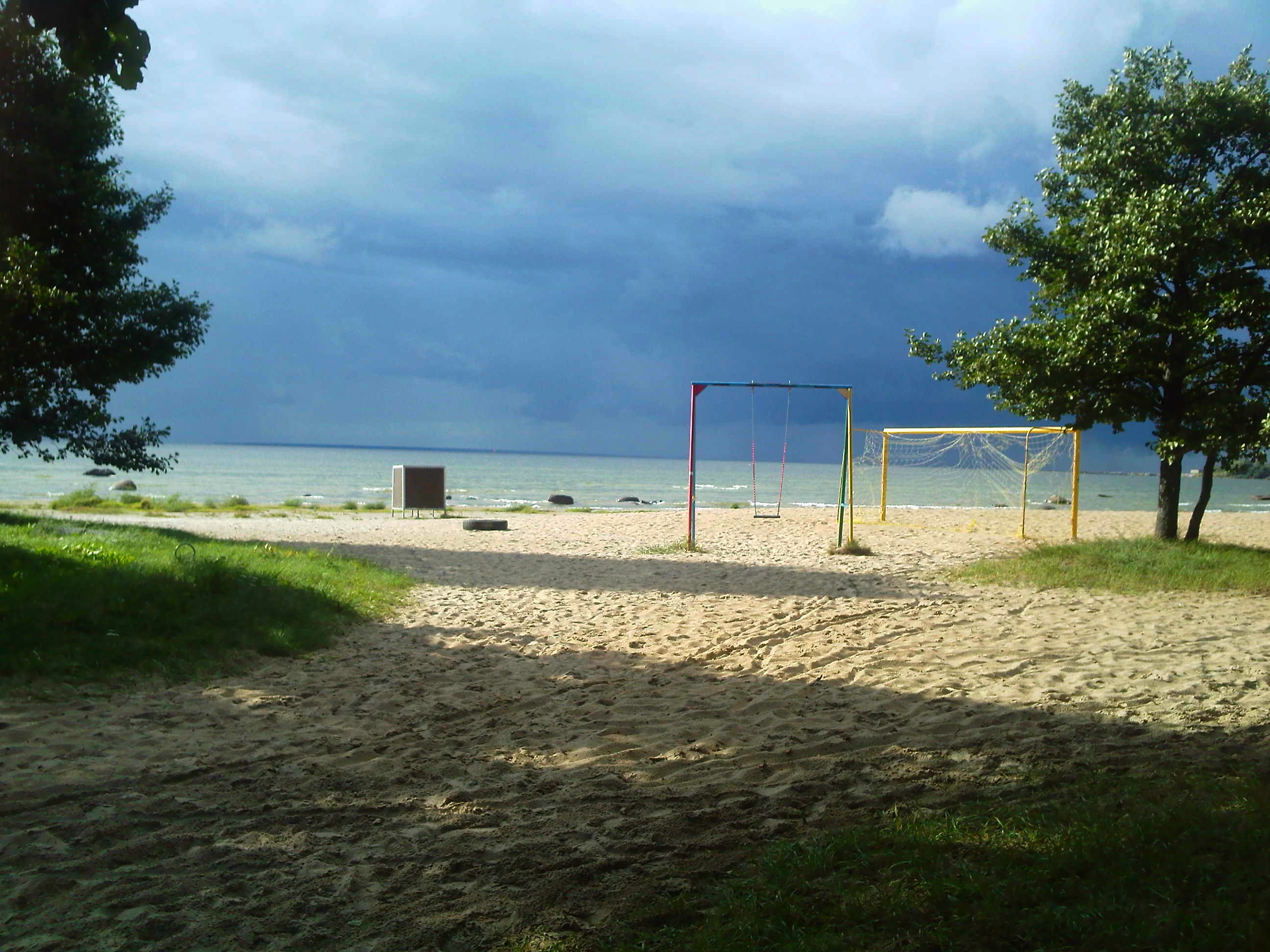
Plage de Haabneme
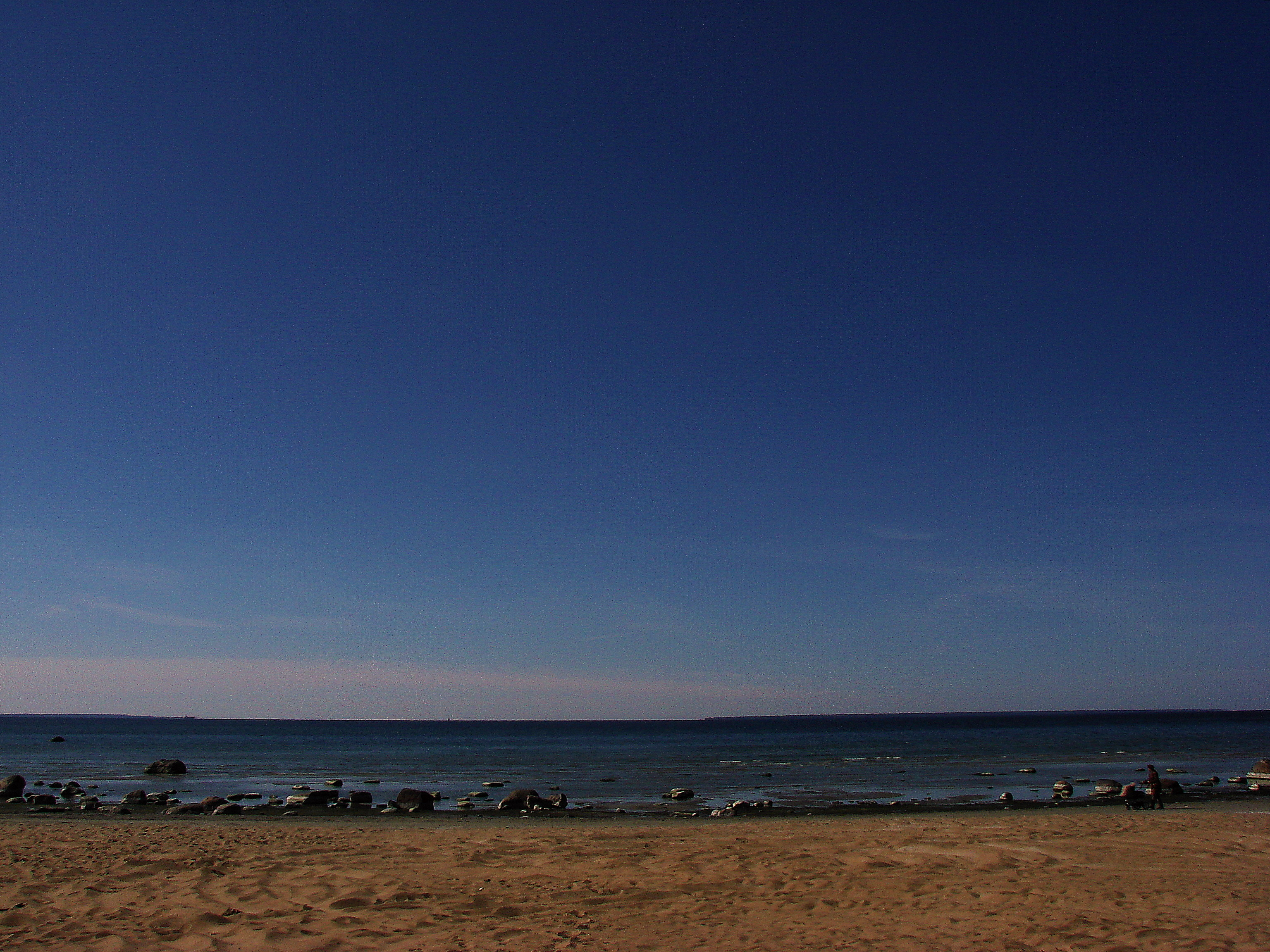
Plage de Haabneme